# How Big, How Blue, How Beautiful

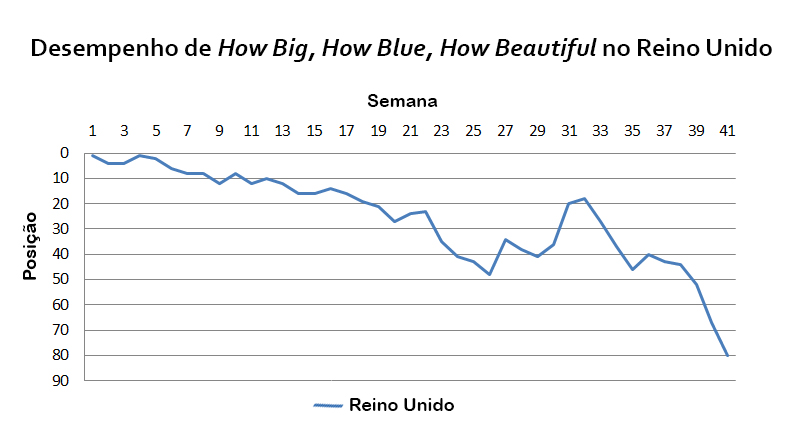
Desempenho de How Big, How Blue, How Beautiful no Reino Unido durante as 41 semanas em que o álbum figurou no Top 100 do UK Albums Chart.

How Big, How Blue, How Beautiful é o terceiro álbum de estúdio da banda inglesa Florence and the Machine, lançado em 29 de maio de 2015 através da Island Records. O disco, produzido por Markus Dravs, com a colaboração de Kid Harpoon, John Hill, Isabella Summers, Charlie Hugall, James Ford, Brett Shaw e Paul Epworth, é notório pelo seu distanciamento da sonoridade presente no segundo álbum da banda, Ceremonials, de 2011, um disco marcado por um som grandiloquente e operático, com forte influência do gospel e dotado de uma atmosfera etérea fruto da presença constante de glissandos de harpa. How Big, How Blue, How Beautiful é musicalmente mais contido do que o seu predecessor.
A campanha promocional do álbum contou com o lançamento de quatro singles — "What Kind of Man", "Ship to Wreck", "Queen of Peace"' e "Delilah" — acompanhados de um videoclipe no formato de um média-metragem de 47 minutos chamado The Odyssey. O vídeo, dirigido por Vincent Haycock, dialoga com o conteúdo do álbum ao representar metaforicamente a jornada de Welch em busca de autoconhecimento através da dança contemporânea e de simbolismos, retratando os excessos, o comportamento autodestrutivo e os relacionamentos da vocalista do grupo.
Em geral, How Big, How Blue, How Beautiful foi bem recebido pela crítica especializada, que respondeu positivamente à tentativa de distanciamento do disco anterior. O álbum estreou na primeira posição do UK Albums Charts com um total de 68.788 cópias vendidas durante sua semana de lançamento, tornando-se o terceiro álbum consecutivo do Florence and the Machine a atingir o primeiro lugar das paradas britânicas, além de ter sido o primeiro da banda a estrear no topo da Billboard 200, nos Estados Unidos.  How Big, How Blue, How Beautiful recebeu cinco indicações ao Grammy, além de ter sido indicado ao Mercury Prize e aos Brit Awards de 2015.

## Antecedentes
Em 2011, Florence and the Machine lançou seu segundo álbum de estúdio, Ceremonials, que se tornou o segundo disco consecutivo da banda a alcançar a primeira posição no UK Albums Chart e o primeiro a chegar ao top 10 da Billboard 200, atingindo o sexto lugar. O álbum continha a música "Spectrum (Say My Name)", que foi remixada por Calvin Harris e tornou-se o primeiro single da banda a alcançar a primeira posição das paradas britânicas em julho de 2012. Em agosto do mesmo ano, Florence Welch contou à Style.com que tiraria um ano de férias da música, afirmando que a gravadora não a estava pressionando para lançar o próximo álbum, e que haviam dito que ela poderia se demorar nele o quanto quisesse, embora as expectativas estivessem altas, como provou Avery Lipman, presidente da Republic Records, a gravadora americana da banda, ao afirmar ao New York Times que "não ficaria satisfeito com nada menos do que uma estreia em primeiro lugar [nas paradas musicais]". Durante o período entre Ceremonials e How Big, How Blue, How Beautiful, em 2012, Welch fez uma participação especial no álbum 18 Months, de Calvin Harris, fornecendo os vocais para a faixa "Sweet Nothing", que chegou ao topo das paradas britânicas e foi indicada à categoria Best Dance Recording no Grammy 2014. Ainda em 2012, a banda colaborou com a trilha sonora do filme Snow White and the Huntsman com a faixa "Breath of Life".

## Desenvolvimento e produção

### Concepção, temas e sonoridade
Welch começou a compor material para How Big, How Blue, How Beautiful assim que concluiu a turnê promocional do segundo álbum da banda, em 2014. No dia 4 de julho de 2014, ela confirmou à NME que o terceiro álbum da banda estava em produção. Em uma entrevista para Zane Lowe no dia 16 de fevereiro de 2015, Welch disse que durante o ano em que ficou afastada da música, ela teve "um pequeno colapso nervoso", e que esse foi um período caótico. Essa pausa foi uma novidade na vida da vocalista, que esteve trabalhando quase ininterruptamente durante a produção dos dois primeiros álbuns da banda. Welch explicou, dizendo: “Eu continuava saindo e frequentando eventos, mas algo não estava certo, eu estava um pouco desnorteada. Eu não estava me fazendo feliz. Eu não estava estável". A decisão de se afastar por um tempo da música permitiu que Welch reavaliasse sua abordagem musical permitindo-se refletir sobre experiências pessoais através da música, uma mudança que ela credita a uma conversa com Taylor Swift, que teria dito que é preciso cantar sobre o que está acontecendo na sua vida. Esse período de vulnerabilidade pelo qual Welch passou durante o desenvolvimento e a gravação do álbum foi fruto do fim de seu relacionamento com o produtor de eventos britânico James Nesbitt, o que acabou por tornar How Big, How Blue, How Beautiful o disco mais pessoal da banda até então. Sobre o efeito que essa vulnerabilidade e os acontecimentos de sua vida pessoal tiveram sobre o álbum, ela disse: "[Este álbum] definitivamente não é sobre uma tentativa de vingança. É sobre ser honesta. Ele poderia ter sido um álbum sobre uma decepção amorosa, mas é muito mais uma tentativa minha de tentar me entender". E acrescentou: "Eu acho que sempre utilizei de fantasias e metáforas para compor, mas, dessa vez, as canções lidam muito mais com a realidade. O Ceremonials tinha uma obsessão pela morte, por água e pela ideia de transcendência, mas este novo álbum acabou se tornando um disco sobre tentar aprender a viver e a amar neste mundo, ao invés de escapar dele".
Ainda na entrevista concedida a Zane Lowe em fevereiro de 2015, Welch ressaltou a importância fundamental do produtor Markus Dravs na exploração de sua versatilidade como compositora, já que ele proibiu que ela escrevesse mais músicas que tivessem água como tema, algo até então muito recorrente nas composições de Welch. Ainda assim, ela conseguiu fazer com que "Ship to Wreck" escapasse à proibição do produtor, uma canção que, segundo ela, não tem a água como um tema "tão explícito" se comparado com composições mais antigas. Welch revelou que a vontade de trabalhar com Dravs surgiu porque ele foi o produtor responsável pelo álbum Homogenic (1997), da Björk, "um grande disco" na opinião dela. "Eu sentia que ele era capaz de lidar equilibradamente com o orgânico e com o eletrônico, administrando esses dois mundos. E ele é bom com sons grandiosos. Eu gosto de sons grandiosos", ela acrescentou. Porém, a dupla se esforçou para evitar que os arranjos instrumentais acabassem pesadamente orquestrados, ou, como a própria Florence descreveu, "evitar fazer um Ceremonials Parte Dois". "Com Markus, eu quis fazer algo grandioso, mas que também fosse delicado, caloroso e que tivesse os pés no chão", ela disse.

### Gravação
As sessões de gravação do álbum foram divididas entre Londres, na Inglaterra, onde aconteceu nos estúdios 123 Studios, Angel Studios, Lightship 95, No. 1 Baltic Place, The Pool, Sarm Studio 1, Urchin Studios, e Los Angeles, nos Estados Unidos, onde aconteceu no Bedrock Rehearsal. Já a mixagem do álbum foi toda realizada na Inglaterra, em estúdios como o The Mixsuite, o Toast Studios, o The Engine Room, o Assault & Battery 1 e o 123 Studios.
Dez das onze faixas presentes na versão Standard do álbum foram produzidas por Dravs, sendo "Ship to Wreck" coproduzida por Dravs e  Kid Harpoon, e "What Kind of Man" coproduzida por Dravs e John Hill. "Mother" é a única faixa da versão Standard cuja produção não ficou a cargo de Dravs, mas sim de Paul Epworth, colaborador de longa data do Florence and the Machine, responsável pela produção do segundo álbum da banda. Dravs também não produziu nenhuma das faixas bônus presentes na edição Deluxe do álbum, que ficaram a cargo de Harpoon, James Ford, Charlie Hugall, Isabella Summers e Brett Shaw. Já as duas faixas bônus exclusivas da versão comercializada pelas lojas da rede Target, "Pure Feeling" e "Conductor", foram produzidas respectivamente por Hugall e Dan Wilson.

## Capa, encarte e título

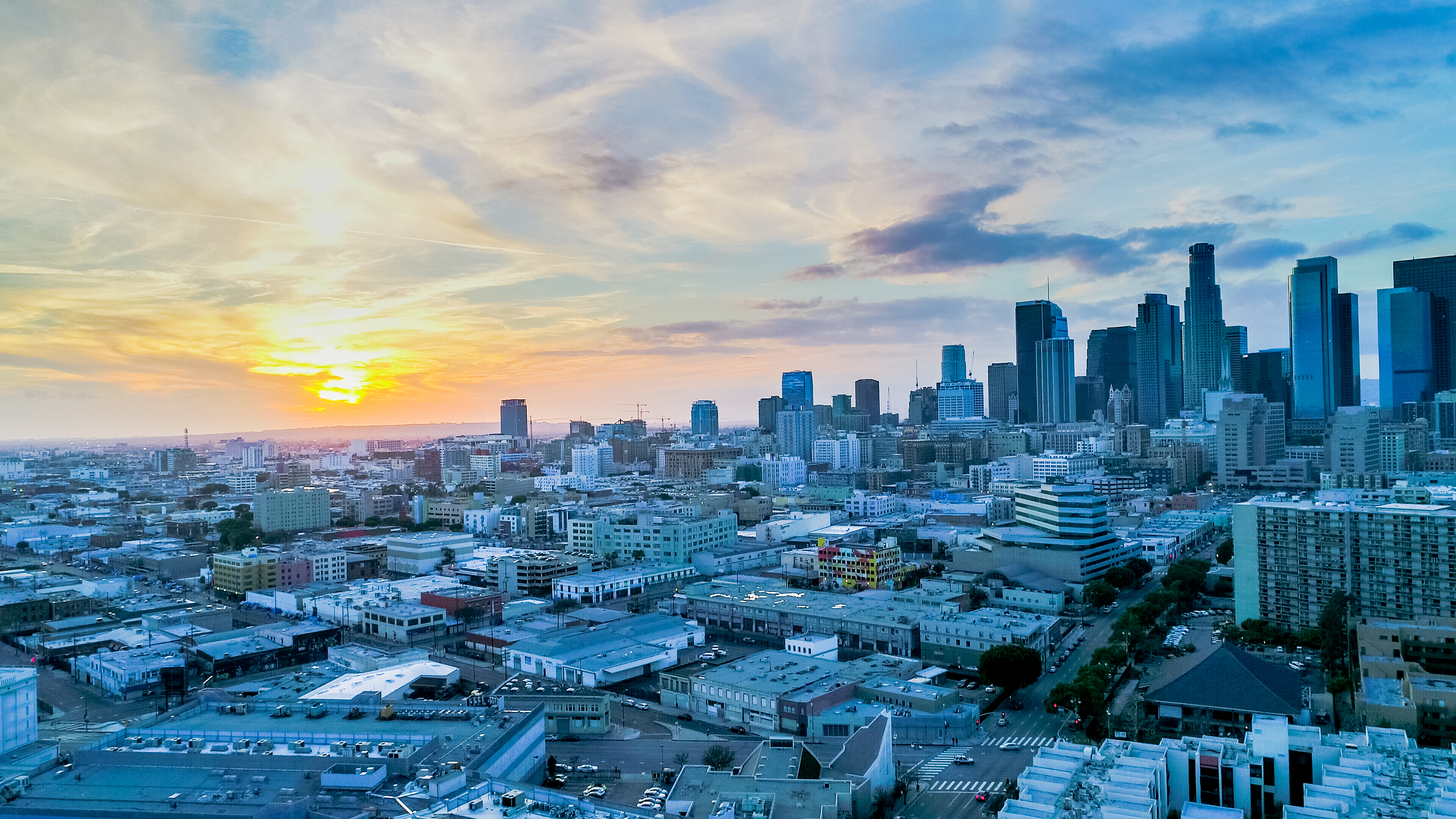
O céu da cidade de Los Angeles, nos Estados Unidos — "enorme e interminável", segundo a vocalista Florence Welch —, serviu de inspiração para a faixa que dá título ao álbum.

Em uma entrevista ao tabloide londrino Evening Standard em 28 de maio de 2015, Welch contou que a faixa-título de How Big, How Blue, How Beautiful havia sido a primeira música que ela escrevera para o álbum, logo após o encerramento da turnê promocional de Ceremonials. A canção foi baseada no céu de Los Angeles, "enorme e interminável", segundo Welch, se comparado ao céu de Londres, o que, para ela, transmitia uma sensação ao mesmo tempo de esperança e de extrema exposição, de felicidade e também de tristeza. Segundo Welch, foi essa música que, "de certa forma, serviu como porta de entrada para todo o álbum" e que, por ser uma canção esperançosa, acabou evitando que o disco carregasse todo o peso negativo do momento difícil que ela enfrentava na sua vida pessoal.
Em entrevista à Noisey, Welch revelou que, originalmente, o álbum se chamaria Tântalo, em referência ao rei da mitologia grega, filho de Zeus, que é sentenciado a permanecer em um vale abundante em vegetação e água sem nunca poder saciar sua fome ou sua sede, já que a água sempre escorria-lhe pelos dedos e as frutas fugiam do alcance de seus braços. Ao escutar o álbum, porém, Welch percebeu que ele não retratava essa sensação de ter algo fora do seu alcance, mas sim a sensação de já se ter alcançado o objeto desejado. "Você já conseguiu o que queria, só que ainda não percebeu", ela explicou. Foi a partir dessa intuição que ela deixou de lado e ideia de dar ao álbum um título mais sombrio e desesperado, e optou por How Big, How Blue, How Beautiful: "Eu mudei de ideia porque, acima de tudo, acima de toda a confusão e de todo o caos em que eu me encontrava, havia essa esperança linda e enorme, e eu acho que era isso que o álbum representava para mim".
A arte de capa de How Big, How Blue, How Beautiful apresenta uma fotografia de Welch em preto e branco, tirada por Tom Beard, sobre um fundo branco. Pela primeira vez na discografia do grupo, o nome que aparece sobre o título do álbum na capa é apenas o nome próprio da vocalista, "Florence". O restante do nome da banda, "+ the Machine", só é revelado na contra-capa do encarte. A resenha presente na página dedicada ao álbum no iTunes afirma que, "enquanto os dois primeiros álbuns do grupo apresentavam a vocalista Florence Welch posando teatralmente de perfil e com os olhos fechados, este a apresenta de olhos abertos, olhando diretamente para a câmera. É essa sensação de imediatismo e prontidão que permeia o álbum mais maduro e mais coeso da banda até o momento." Em 10 de fevereiro de 2015, para anunciar a pré-venda do disco, a iTunes Store divulgou um banner contendo a fotografia de Beard, inédita até então. Logo em seguida, o banner foi retirado do ar, possivelmente por conta de uma divulgação acidentalmente prematura.
A fotografia apresentada na capa da edição deluxe do álbum, também de autoria de Tom Beard, retrata Welch em uma posição apenas ligeiramente diferente daquela presente na edição padrão. Embora as artes de capa das duas edições não apresentem muitas diferenças entre si, o interior da edição deluxe, cuja embalagem é em digipack, traz uma série de fotografias de autoria de Beard, Vincent Haycock e Tabitha Denholm. As imagens retratam Welch em cenários naturais e executando movimentos de dança contemporânea ao lado de uma sósia. O interior do encarte de How Big, How Blue, How Beautiful também apresenta os créditos das 11 canções presentes na edição padrão, e de mais outras 5 canções na edição deluxe. Na lista de agradecimentos ao final do encarte, além de familiares e pessoas envolvidas na produção do disco, Welch agradece o apoio das bandas The xx, The Maccabbees e HAIM, e do cineasta Spike Jonze.

## Lançamento e divulgação

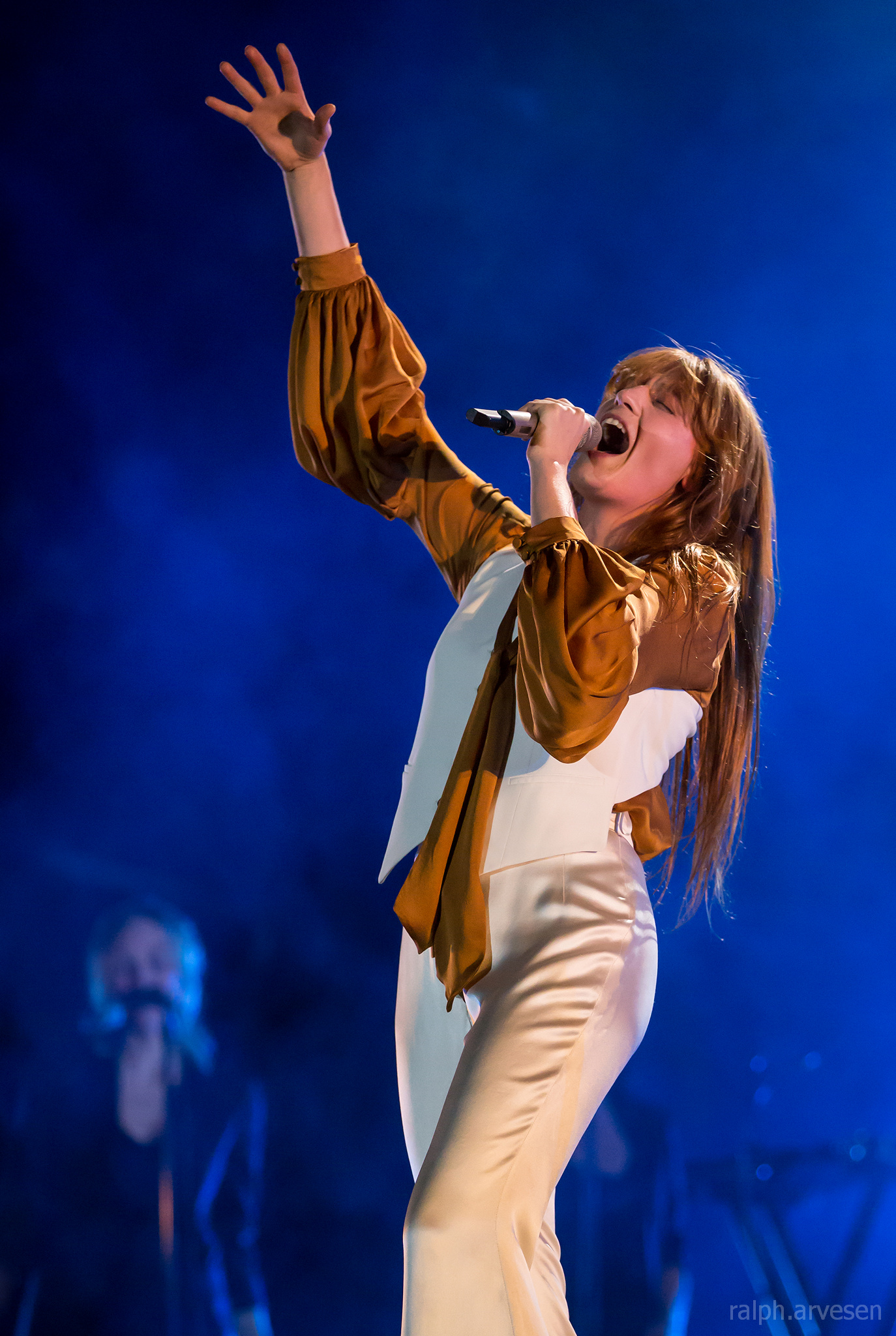
Florence Welch se apresentando com o Florence and the Machine no Austin City Limits Music Festival, nos Estados Unidos, durante a turnê de divulgação de How Big, How Blue, How Beautiful, em 9 de outubro de 2015.

Em 9 de fevereiro de 2015, a banda apresentou ao vivo todo o reportório do álbum pela primeira vez durante um evento particular para amigos e familiares no distrito de Shoreditch, em Londres. Personalidades como a banda The xx e a cantora Jessie Ware compareceram à apresentação. Um dia depois, em 10 de fevereiro, a banda divulgou um vídeo teaser promocional com a faixa título do álbum, "How Big, How Blue, How Beautiful". "Dirigido por Tabitha Delhom e Vincent Haycock, o vídeo de menos de três minutos mostra a cantora Florence dançando com outra versão de si mesma. A canção tem o estilo característico da banda indie pop, com uma melodia lenta e envolvente e a música em conjunto com as imagens do vídeo criam uma sensação fascinante", apontou a revista Veja. No início de março de 2015, a banda se apresentou em mais um show íntimo em Londres, e as faixas "St. Jude" e "Third Eye", até então inéditas, começaram a circular pela internet através de gravações feitas por fãs. Nos três meses anteriores ao lançamento do álbum, a banda divulgou oficialmente as faixas "What Kind of Man" e "Ship to Wreck", lançadas como os dois primeiros singles oficiais, "St. Jude", que, embora não configurasse um single, também foi divulgada através  de um videoclipe, e "Delilah", que futuramente seria lançada como o último single do álbum. No dia 18 de abril de 2015, a faixa "As Far As I Could Get", B-Side presente na edição especial em LP do single "What Kind of Man", foi divulgada em razão do Record Store Day.
Em 28 de abril de 2015, a banda apresentou ao vivo “What Kind of Man” e “Ship to Wreck” no programa de TV Later... With Jools Holland. Em 9 de maio, eles apresentaram as mesmas duas canções no Saturday Night Live. No dia 28 de maio de 2015, um dia antes da data de lançamento prevista para países como a Irlanda e a Austrália, e quatro dias antes do lançamento previsto para os Estados Unidos, o álbum vazou na íntegra na internet.
Em 2015, a banda se apresentou em diversos festivais musicais durante o verão europeu, como o Way Out West, na Suécia, o Super Bock Super Rock, em Portugal, o Benicàssim, na Espanha, o Electric Picnic, na Irlanda, o Glastonbury Festival, entre outros. Em abril de 2015, ao apresentar-se durante o Coachella, na Califórnia, Welch quebrou o pé ao pular do palco, o que a obrigou a fazer shows mais contidos durante sua recuperação. Eu sua conta no Instagram, ela afirmou que não deixaria de se apresentar por causa do acidente.

### How Big Tour,How Blue ToureHow Beautiful Tour
Ver artigo principal: How Big Tour, How Blue Tour e How Beautiful Tour
Em setembro de 2015, a turnê oficial de divulgação do álbum teve sua primeira apresentação na cidade de Belfast, na Irlanda do Norte. A turnê foi dividida em uma série de três apresentações: A How Big Tour, que partiu do Reino Unido, passou pela América do Norte, pela Austrália, pela Nova Zelândia, pelos Emirados Árabes e voltou à Europa;  a How Blue Tour, que levou a turnê à América do Sul, onde a banda se apresentou no Brasil durante o festival Lollapalooza, em São Paulo, e durante os eventos do Lolla Parties, no Rio de Janeiro, e de volta à Europa, o que incluiu uma nova aprensentação na cidade de Lisboa, em Portugal; e a How Beautiful Tour, que promoveu o retorno da banda à América do Norte, onde o grupo contou com números de abertura realizados por Grimes e pela banda Of Monsters and Men, e terminou na Europa, com uma última apresentação durante o festival Rock Werchter, na Bélgica, em julho de 2016.

## Faixas
| N.º            | Título                             | Compositor(es)               | Produtor(es)           | Duração |  |
| 1.             | "Ship to Wreck"                    | Florence Welch · Kid Harpoon | Markus Dravs · Harpoon | 3:54    |  |
| 2.             | "What Kind of Man"                 | Welch · Harpoon · John Hill  | Dravs · John Hill      | 3:36    |  |
| 3.             | "How Big, How Blue, How Beautiful" | Welch · Isabella Summers     | Dravs                  | 5:34    |  |
| 4.             | "Queen of Peace"                   | Welch · Markus Dravs         | Dravs                  | 5:07    |  |
| 5.             | "Various Storms & Saints"          | Welch · Dravs                | Dravs                  | 4:09    |  |
| 6.             | "Delilah"                          | Welch · Summers              | Dravs                  | 4:53    |  |
| 7.             | "Long & Lost"                      | Welch · Ester Dean           | Dravs                  | 3:15    |  |
| 8.             | "Caught"                           | Welch · James Ford           | Dravs                  | 4:24    |  |
| 9.             | "Third Eye"                        | Welch                        | Dravs                  | 4:20    |  |
| 10.            | "St. Jude"                         | Welch · Ford                 | Dravs                  | 3:45    |  |
| 11.            | "Mother"                           | Welch · Paul Epworth         | Paul Epworth           | 5:49    |  |
| Duração total: | Duração total:                     | Duração total:               | Duração total:         | 48:46   |  |

| Faixas bônus da edição Deluxe |                                           |                 |                          |         |  |
| N.º                           | Título                                    | Compositor(es)  | Produtor(es)             | Duração |  |
| 12.                           | "Hiding"                                  | Welch · Ford    | Ford                     | 3:52    |  |
| 13.                           | "Make Up Your Mind"                       | Welch · Harpoon | Charlie Hugall · Harpoon | 4:01    |  |
| 14.                           | "Which Witch" (Demo)                      | Welch · Summers | Summers                  | 4:19    |  |
| 15.                           | "Third Eye" (Demo)                        | Welch           | Brett Shaw               | 4:15    |  |
| 16.                           | "How Big, How Blue, How Beautiful" (Demo) | Welch · Summers | Summers                  | 4:32    |  |

| Faixas bônus da edição exclusiva da Target |                |                    |              |         |  |
| N.º                                        | Título         | Compositor(es)     | Produtor(es) | Duração |  |
| 17.                                        | "Pure Feeling" | Welch · Ford       | Hugall       | 4:08    |  |
| 18.                                        | "Conductor"    | Welch · Dan Wilson | Wilson       | 4:52    |  |

## Singles
"What Kind of Man" foi lançada como o primeiro single do álbum dois dias após o lançamento do vídeo teaser de How Big, How Blue, How Beautiful. A canção estreou na BBC Radio 1 no dia 12 de fevereiro de 2015, e foi acompanhada dos anúncios da data de lançamento, do título e das faixas do álbum. O vídeo para "What Kind of Man", dirigido por Vincent Haycock e coreografado por Ryan Heffington, foi lançado online pouco tempo depois, junto com o início da pré-venda do álbum. A faixa estreou na 57ª posição no UK Singles Chart e, na semana seguinte, alcançou a 37ª posição, atingindo seu ápice na tabela britanica. A canção chegou à 8ª posição no ranking de Músicas Alternativas da Billboard, nos Estados Unidos, tornando-se a segunda faixa da banda a atingir tal marca, empatada com o single "Dog Days Are Over", de 2010. Já na Billboard Hot 100, a melhor colocação que "What Kind of Man" alcançou foi a 88ª posição.
"Ship to Wreck" foi lançada como o segundo single em 9 de abril de 2015. A faixa estreou no programa de Huw Stephens na BBC Radio 1 no dia 8 de abril de 2015 e alcançou a 27ª posição no UK Singles Chart. Assim como "What Kind of Man", Ship To Wreck" alcançou a 8ª posição no ranking de Músicas Alternativas da Billboard, tornando-se o terceiro single da banda a realizar tal feito. Já no ranking de Músicas Alternativas Adultas da Billboard, a faixa chegou à primeira posição, mantendo-se na tabela durante 25 semanas. O vídeo para a música, também dirigido por Haycock e coreografado por Heffington, foi lançado em 13 de abril e foi todo filmado na casa de Florence Welch.
"Queen of Peace" foi escolhida para ser o terceiro single do álbum, lançada em 21 de agosto de 2015. O vídeo para a música, porém, foi lançado antes, em 27 de julho de 2015, consistindo num curta de 10 minutos de duração, contendo, além de "Queen of Peace", a faixa "Long & Lost". Ele foi filmado no litoral da cidade escocesa de Easdale.
"Delilah" foi lançada oficialmente como o quarto e último single do álbum em 20 de novembro de 2015, embora seu vídeo já tivesse sido lançado um mês antes, em 21 de outubro. A faixa permaneceu 30 semanas no ranking de Músicas Alternativas da Billboard Hot, atingindo seu ápice na 30ª posição quase quatro meses após ter sido lançada.

### Referências e simbolismo

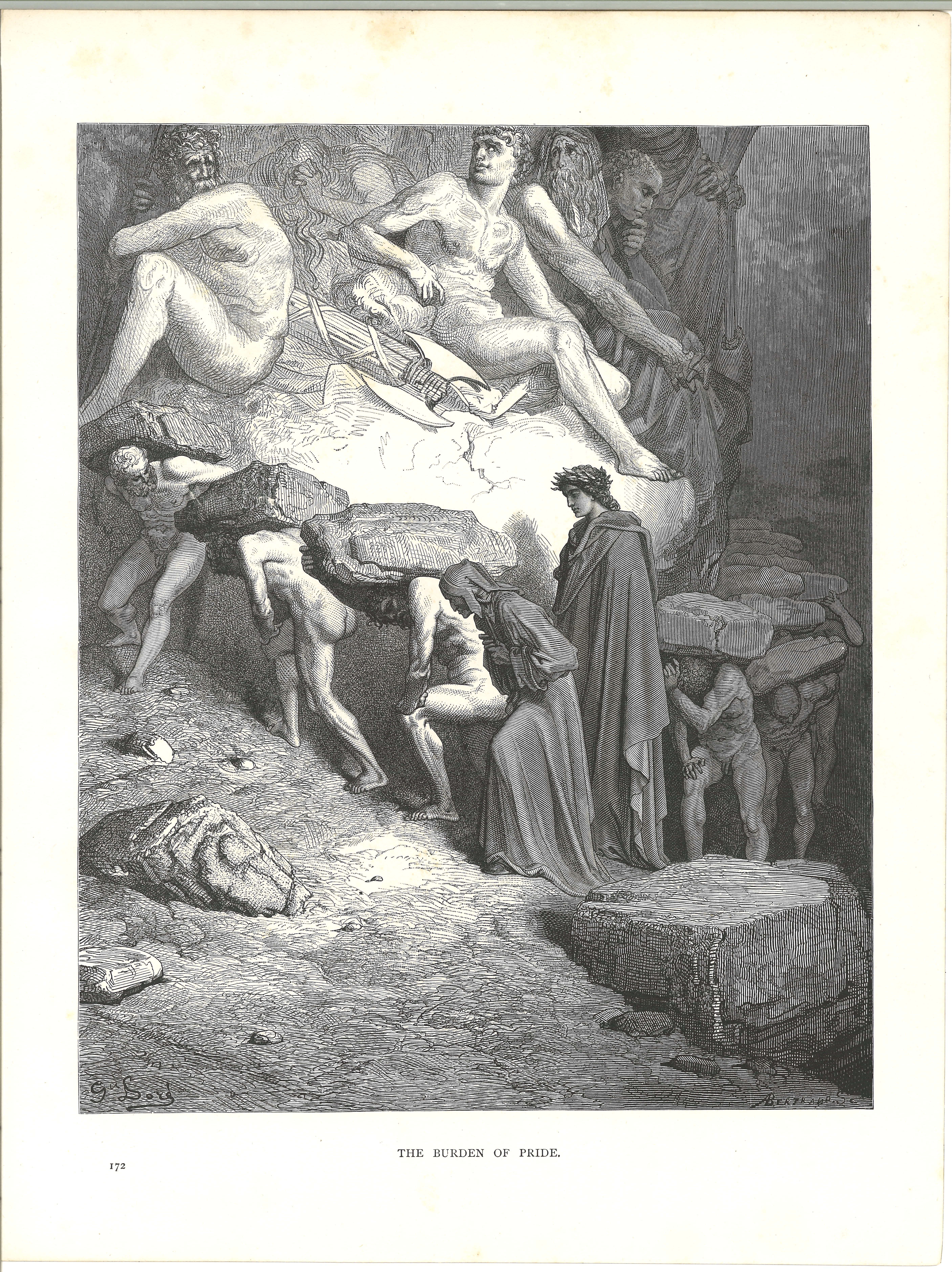
A Divina Comédia, de Dante Alighieri serviu de inspiração para o segmento referente à faixa "St. Jude". Na ilustração acima, de Gustave Doré, Dante observa os orgulhosos carregando o fardo de seus pecados no Purgatório.

## The Odyssey
A partir de 12 de fevereiro de 2015, a banda lançou uma série de vídeos para diversas músicas do álbum, singles ou não. Todos eles foram dirigidos por Vincent Haycock. Cada vídeo serviu como um capítulo para uma grande história chamada The Odyssey. O média-metragem completo com 47 minutos de duração foi lançado no site oficial da banda no dia 25 de abril de 2016, consistindo em todos os vídeos já lançados até então, mais algumas cenas inéditas que faziam a conexão entre eles, e um novo capítulo final, contendo a música "Third Eye". Parte da faixa "Various Storms & Saints" é reproduzida durante os créditos finais do filme, fazendo, assim, com que "Caught" seja a única faixa da versão standard do álbum a ficar totalmente de fora do projeto. Os vídeos têm segmentos filmados em Los Angeles, no México, na Escócia e na casa de Florence Welch, no sul de Londres.
Segundo Welch, o filme, assim como o álbum, são a representação de um ano catastrófico na vida dela, em que ela se sentiu como se tivesse passado por um longo "acidente de carro". "[Em The Odyssey,] nós revisitamos essa experiência e reimaginamos ela para que, assim, talvez de alguma maneira eu pudesse entendê-la e exorciza-la", afirmou Welch. Selim Bulut, da revista britânica Dazed, atentou para o fato de que "o filme começa literalmente com um acidente de carro antes de explorar mais profundamente os temas presentes no álbum, narrando a história através de imagens surreais, de dança contemporânea e de referências a épicos bíblicos e a artistas românticos." De acordo com Haycock, o objetivo foi construir uma narrativa cujo início e fim mostrassem a Florence cantora, que todos conhecem publicamente. O meio da narrativa, porém, retrataria essa mesma Florence enfrentando uma "tempestade pessoal". Welch afirmou que, no filme, "é quase como se o acidente de carro a transportasse para uma outra dimensão em que era preciso enfrentar tudo aquilo que estava acontecendo na vida dela". E acrescentou: "[A jornada do filme] é sempre uma queda livre em direção à loucura".

### Dança
A dança contemporânea foi fundamental na construção da narrativa presente em The Odyssey. "Nós queríamos ser capazes de contar, através da dança, histórias que não poderiam ser contadas através da narrativa", disse Haycock em entrevista ao site promonews.tv. "A dança permite que você explore altos níveis de emoção. O coreografo do vídeo, Ryan Heffington, nos ajudou a criar os gestos e explorar as ideias. Nós queríamos uma coreografia que retratasse o estado emocional de Florence. Às vezes ela está apaixonada, vulnerável, má, sem esperanças, magoada etc. Cada gesto define essas variadas emoções, criando uma linguagem própria na narrativa". Para Haycock, foi a dança que tornou o filme muito mais metafórico. Além de ter sido uma decisão criativa, a escolha pela utilização da dança contemporânea também foi fruto de uma obsessão que Welch adquiriu pela coreógrafa e dançarina Pina Baush, que, segundo Haycock, foi uma inspiração direta para as coreografias presentes no vídeo. As coreografias de todos os segmentos do filme ficaram a cargo de Ryan Heffington, dançarino conhecido por coreografar o vídeo para a canção ''Chandelier'', da cantora australiana Sia.